# Masakazu Tamura
Pour les articles homonymes, voir Tamura.
Masakazu Tamura (田村正和, Masakazu Tamura), né le 1er août 1943 et mort le 3 avril 2021 à Minato, est un acteur japonais. Il est surtout connu pour avoir interprété le rôle principal dans des séries télévisées jidai-geki comme Nemuri Kyōshirō et Naruto Hitcho,, ainsi que dans la série télévisée policière Furuhata Ninzaburō.

## Biographie
Masakazu Tamura est né dans l'arrondissement d'Ukyō-ku à Kyoto le 1er août 1943, il fait ses études à l'université de Seijo. Il est le fils de Tsumasaburō Bandō et le frère aîné de Takahiro Tamura et Ryō Tamura. Masakazu Tamura commence sa carrière en 1961 dans le film Un amour éternel de Keisuke Kinoshita. Dans les années 1970, il poursuit sa carrière d'acteur principalement à la télévision. Du milieu des années 1960 aux années 1970, Tamura est surnommé le Alain Delon japonais.
Il devient célèbre avec la série télévisée Nemuri Kyōshirō en 1972 sur la chaîne Fuji TV. Tamura a joué le rôle d'Ogami Ittō dans le film Kozure Ōkami: Sono chiisaki te ni d'Akira Inoue en 1993.
Il remporte le prix du meilleur acteur de téléfilm au Festival de télévision de Monte-Carlo pour son rôle dans Ah, You're Really Gone Now (そうか、もう君はいないのか, Sōka, mō kimiwa inainoka) en 2009.
Masakazu Tamura meurt le 3 avril 2021 des suites d'une insuffisance cardiaque dans un hôpital de Minato à Tokyo à l'âge de 77 ans.

## Filmographie

### Cinéma
- 1961 : Un amour éternel (永遠の人, Eien no hito?) de Keisuke Kinoshita : Eiichi
- 1962 : L'Amour de l'année (今年の恋, Kotoshi no koi?) de Keisuke Kinoshita : Hikaru Yamada
- 1962 : Mademoiselle Ogin (お吟さま, Ogin-sama?) de Kinuyo Tanaka
- 1964 : Kojiki taishō (乞食大将?) de Tokuzō Tanaka
- 1964 : Le Parfum de l'encens (香華?) de Keisuke Kinoshita
- 1965 : Zettai tasū (ぜったい多数?) de Noboru Nakamura
- 1966 : Maman et ses onze enfants (かあちゃんと１１人の子ども, Kaachan to juichi-nin no kodomo?) de Heinosuke Gosho : Takashi, le 5e fils
- 1967 : La Chatte japonaise (痴人の愛, Chijin no ai?) de Yasuzō Masumura : Nobuo
- 1967 : Été japonais : Double suicide contraint (無理心中日本の夏, Muri shinju : Nihon no natsu?) de Nagisa Ōshima
- 1967 : Onna no isshō (女の一生?) de Yoshitarō Nomura
- 1968 : Femme et soupe de miso (女と味噌汁, Onna to misoshiru?) de Heinosuke Gosho
- 1968 : Higashi Shinakai (東シナ海?) de Tadahiko Isomi
- 1968 : Hiroku onnagura (秘録おんな蔵?) de Kazuo Mori
- 1969 : Nemuri Kyōshirō manji giri (眠狂四郎 卍斬り?) de Kazuo Ikehiro
- 1969 : Gendai yakuza: Yotamono jingi  (現代やくざ与太者仁義?) de Yasuo Furuhata : Toru Katsumata
- 1969 : La Demeure de la rose noire (黒薔薇の舘, Kuro bara no yakata?) de Kinji Fukasaku : Wataru
- 1969 : Chō kōsō no akebono (超高層のあけぼの?) de Hideo Sekigawa
- 1969 : Furin kazan (風林火山, Furin kazan?) de Hiroshi Inagaki : Nobushige Takeda
- 1969 : Arai umi (荒い海, Arai umi?) de Tokujirō Yamazaki
- 1970 : Onna gokuakuchō (おんな極悪帖, Onna gokuakuchō?) de Kazuo Ikehiro : Isogai Iori
- 1970 : Ode au yakuza (やくざ絶唱, Yakuza zesshō?) de Yasuzō Masumura : Yuji
- 1973 : Mélodie de la rancune (女囚さそり ７０１号怨み節, Joshū Sasori: 701 gō urami bushi?) de Yasuharu Hasebe : Teruo Kudō
- 1979 : Nihon no fikusā (日本の黒幕?) de Yasuo Furuhata : Takeo Imaizumi
- 1993 : Kozure Ōkami: Sono chiisaki te ni (子連れ狼 その小さき手に?) d'Akira Inoue : Ogami Ittō
- 2007 : Last Love (ラストラブ, Rasuto rabu?) de Meiji Fujita : Akira

### Télévision

#### Séries télévisées
- 1972 : Shin Heike monogatari : l'empereur Sutoku
- 1972 : Nemuri Kyōshirō
- 1974 : Unmeitouge : Tokugawa Iemitsu
- 1977 : Naruto Hitcho
- 1979 : Akō rōshi
- 1994~1999 : Furuhata Ninzaburō

#### Téléfilms
- 1990 : Katsu Kaishū : Katsu Kaishū
- 2006 : Furuhata Ninzaburō Final : Furuhata Ninzaburo
- 2009 : Ah, You're Really Gone Now (そうか、もう君はいないのか, Sōka, mō kimiwa inainoka?)
- 2018 : Nemuri Kyoshirō The Final